# Wasserfassung
Wasserfassung ist ein Oberbegriff für jegliche bauliche Anlage zur Gewinnung von Wasser aus Grundwasser, Quellen und Fließgewässer. Dazu gehören  Brunnen, Brunnenstuben, Entnahmebauwerke, Sickerleitungen oder Sickerstollen.
Spezielle Wasserfassungen werden auch als Brunnenfassung bezeichnet.